# ゴールドコースト (クイーンズランド州)

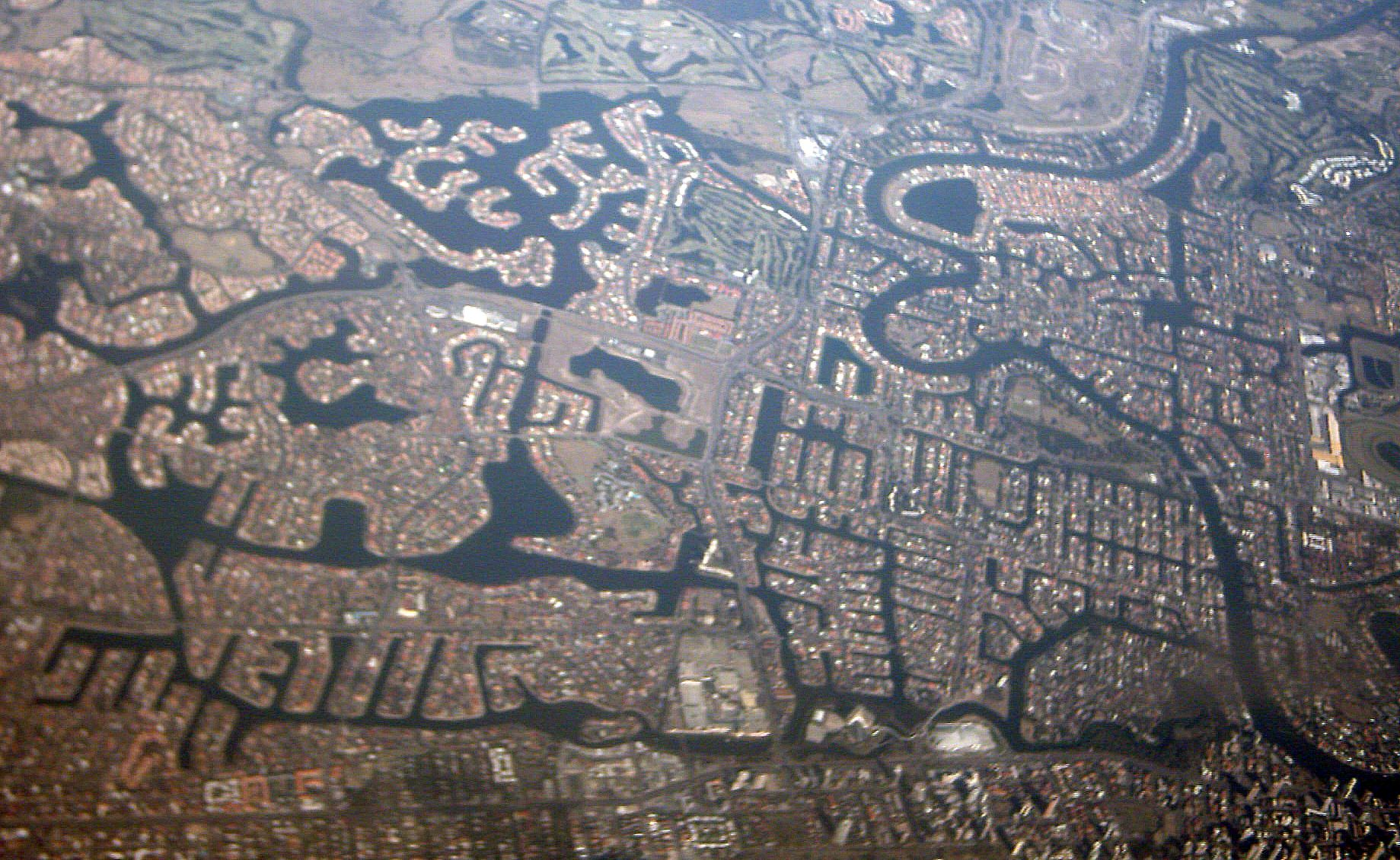
上空から　運河沿いの住宅

ゴールドコースト（Gold Coast）は、オーストラリア連邦クイーンズランド州南東部にある都市である。オーストラリア最大の観光保養地として世界的に有名。
高齢者向けの保養施設やコンドミニアム等があり、日本人滞在者も多い。

## 歴史
約23,000年ほど前からアボリジニ（先住民）の人々が暮らしていた。
1770年5月16日、エンデバー号に乗船したキャプテン・クックがヨーロッパ人としては初めて航海でこの地の海岸を通過している。しかしこの航海の主な目的はゴールドコースト南部、ニューサウスウェールズ州北部の河川地域を調べるためであったため上陸はしなかった。
1802年、マシュー・フリンダース はニューサウスウェールズより北の地域の測量を目的とした航海でこの地の海岸を通過している。
1823年、冒険家ジョン・オクスリーがヨーロッパ人としては初めて海岸（現在のマーメイド・ビーチ）に上陸し、入植を始めた。マーメイド・ビーチの名前の由来は彼が上陸した際に乗っていたボート、マーメイド号にちなんで名づけられた。
1800年代中期、内陸に生える建築材として最適なredceder（アカスギ）は林業に携わる多くの人々を惹き付け、内陸にある現在のネラング地区は林業を中心とする町として造られた。その後、近隣の谷や平野は牧場やサトウキビ農場、綿花畑として急速に開発が進んだ。
1885年、当時のクイーンズランド州知事であるマスグレーブが現在のサウスポート地区の北に別荘を建設した。この頃からゴールドコーストはブリスベンに住む上流階級の人々の静かなリゾート地として認識されるようになる。
1889年にはブリスベンとサウスポートを結ぶ鉄道が開通しホテルなどの宿泊施設が海岸沿いに建てられるようになる。
1925年にはブリスベンとサウスポートを結ぶ道路も開通した。同じ年にブリスベンのホテル王、ジム・キャヴィル (Jim Cavill) がサウスポート地区の南、エルストン地区にサーファーズパラダイスホテルを建設。これを境に観光が盛んになる。

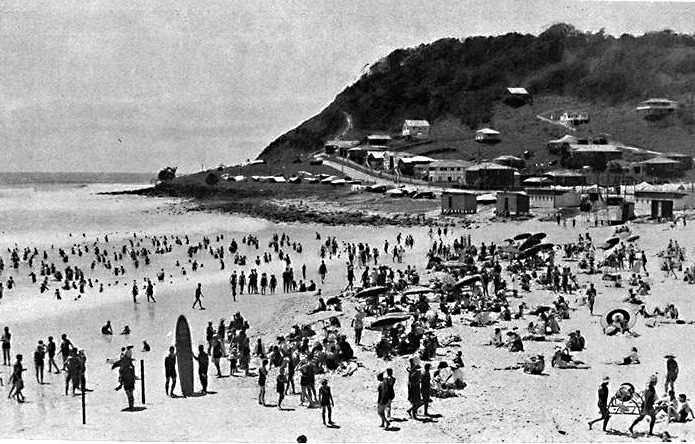
1930年代のゴールドコースト、バーリー・ヘッズ。この頃から観光が盛んであった。

自動車が普及し始めた1930年代にはブリスベンから多くの人が観光に訪れ、沢山の別荘やホテルがサウスポート地区からニューサウスウェールズ州境にかけての海岸沿いに建設された。
1933年、サーファーズパラダイスホテルが建っていたエルストン地区は名称をサーファーズパラダイス地区に改名した。ホテルは1936年に焼失するもすぐに建て替えられ、動物園などの施設を含むアール・デコ調の巨大な建物となった。
第二次世界大戦後、州南東部の海岸は帰還した兵士達の保養地として非常に高い人気を集めていた。この頃までこの地はサウス・コースト（南海岸）と呼ばれていたが、活発な不動産投資や物価の上昇が顕著になった1940年代後半あたりから不動産投機家やジャーナリスト達の間でこの地がゴールド・コースト（金の海岸）と呼ばれるようになった。この名称の起源は諸説があり現在も議論が続けられている。しかしこの頃から一般にもゴールドコーストという名称が定着するようになる。
1950年代にも観光業は発展を続け、1958年10月28日サウスコースト町は名称をゴールドコースト町に改名する。その後1年足らずで町は市へと昇格した。
この頃からイプスウィッチなどの州南東部の内陸に住む人々からも保養地として人気を集めるようになる。
1960年代、ゴールドコーストの社会基盤は非常に大きな発展を遂げた。高層マンションなどが次々と建てられるようになり、ゴールドコースト空港が開港する1981年頃にはこの地は巨大なリゾート地としてオーストラリア中で知られるようになる。
1980年代に入ると日本の不動産業者からの投資が活発に行われるようになりさらに多くの高層マンションが建てられるようになる。
これと同じ時期にドリームワールド、シーワールド、ムービーワールド、ウェット・ン・ワイルド等のテーマパークが次々と建てられるようになり、ゴールドコーストは海外から訪れる観光客にも知られるようになった。
1980年代後半、企業の非倫理的な活動が目立ち始め、加えて財政難に陥った州政府が州外や海外からゴールドコーストへの新規の不動産投資に対して特別料金を徴収する政策等を展開し、1990年代には観光地というより経済、不動産投資の場としての側面が強く現れるようになる。
1994年、ゴールドコースト市は近隣のアルバート地区と合併することを正式に決め、アルバート地区は市の一部となった。
1995年、合併に伴い選挙が行われ3月には合併後最初の議会が開催された。
ヨーロッパ人が19世紀始めに入植を開始した当初は林業や農業などの産業が主であったが、20世紀初頭に観光地としての地位が確立して以来、ゴールドコーストの歴史は不動産投資ブームとその影の部分が色濃く刻まれてきたといえる。2005年には高さ322.5mの超高層マンションQ1が建設され、不動産投資は活況を極めている。

## 地理・地形・気象

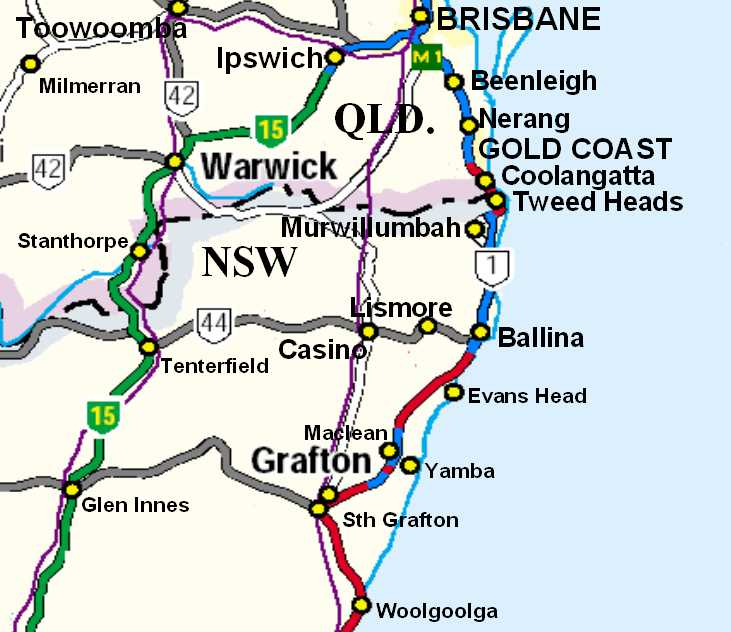
ゴールドコーストにはブリスベンからパシフィック・モーターウェイ (M1) を、シドニーおよびニューカッスルからはパシフィック・モーターウェイ（1号線）を使って行くことができる

ゴールドコースト市はクイーンズランド州の州都ブリスベンの南約78キロメートルに位置する。ローガン市ビーンリー地区が北に隣接し、市内南端のクーランガッタ地区ではニューサウスウェールズ州が南に隣接している。ゴールドコーストの北から南までは約60kmある。
内陸には世界遺産にも登録されているスプリングブルック国立公園がある。市の南にあるトゥイード・ヘッズ（ニューサウスウェールズ州トゥイード）や西のビューデザート（シーニック・リム）までがゴールドコーストの一部であると認識されることもあるが市には含まれていない。
この地にはネラング川という大きな川が流れており海岸から内陸にかけての広い地域に渡って湿地帯が広がっていたが現在は人工の水路が広範囲に渡って整備されており、水路沿いに住宅が建てられている。

### ビーチ
市の東部は海岸線が北から南まで約57kmにわたって広がっており、オーストラリアでも非常に人気のあるサーフポイントがいくつかある。
主なビーチとサーフポイント

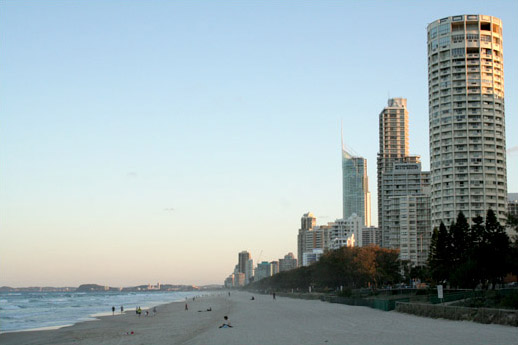
サーファーズ・パラダイス

- サウス・ストラートブロークアイランド (South Stradbroke Island)
- ザ・スピット (The Spit)
- メインビーチ (Main Beach)
- サーファーズ・パラダイス (Surfers Paradise)
- ブロードビーチ (Broadbeach)
- マーメイドビーチ (Mermaid Beach)
- ノビー・ビーチ (Nobby Beach)バーレイ・ヘッズ
- マイアミ (Miami)

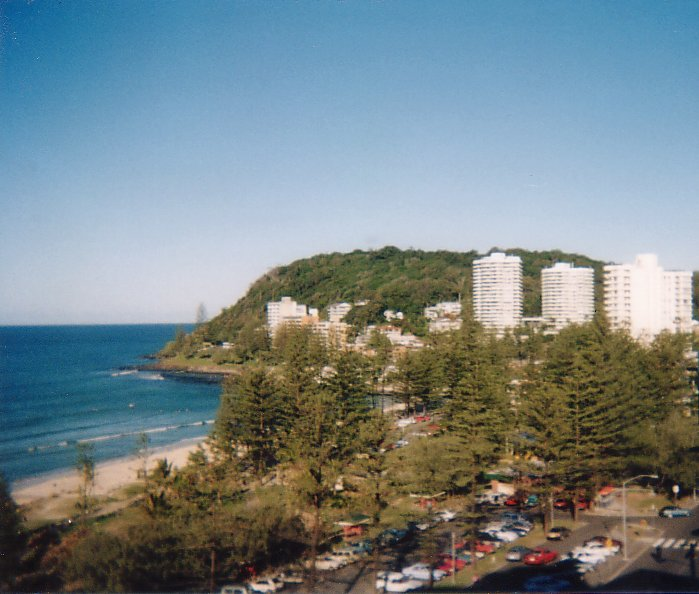
バーレイ・ヘッズ

- バーレイ・ビーチ (Burleigh Beach)
- バーレイ・ヘッズ (Burleigh Heads)
- タレブッジェラ・ビーチ (Tallebudgera Beach)
- パーム・ビーチ (Palm Beach)
- カランビン・ビーチ (Curruminbin Beach)
- トゥガン (Tugun)
- ビリンガ (Bilinga)
- キラ (Kirra)
- クーランガッタ (Coolangatta)
- グリーンマウント (Greenmount)
- レインボー・ベイ (Rainbow Bay)
- スナッパー・ロックス (Snapper Rocks)
- フロッギーズ・ビーチ (Froggies Beach)

海岸の南にはデュランバー・ビーチ (Duranbah beach) というサーフポイントとしては世界的に有名なビーチがありゴールドコースト市の一部と認識されることも多いが実際にはニューサウスウェールズ州トゥイード・ヘッズ地区の一部である。
いくつかのビーチでは深刻な砂浜の侵食の被害が報告されている。1967年には11個のサイクロンがゴールドコーストを襲い複数のビーチで砂浜のほとんどが失われてしまった。これを重く見た州政府はオランダより専門家を招くなど対策に乗り出し、1971年には対策工事の概要が発表された。現在はほとんどのビーチで対策工事が施されている。
しかしいくつかのビーチでは不十分な所もあり、今後州政府は市やオーストラリア環境保護局、グリフィス大学などの研究機関と共同で新たな砂浜の管理計画を発表する予定である。

#### 安全

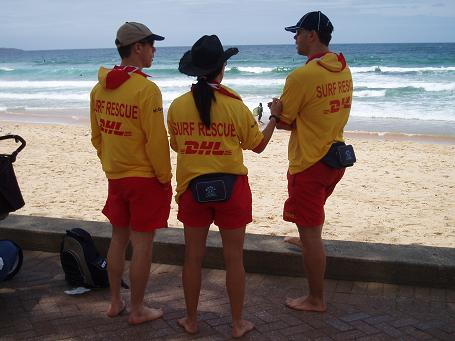
ライフセーバーは赤と黄色のユニフォームを着用して海岸をパトロールしている。写真はシドニーのビーチのライフセーバー達

美しい砂浜が広がる一方で、海水浴には常に水の事故の危険が潜んでいる。このためゴールドコーストにはライフガードおよび世界最大のライフセービングサービスが提供されており海水浴客を守ると同時に地元地域に安全な遊泳を呼びかけている。
州政府はこの地でクイーンズランド・シャークコントロール・プログラム（SPC）を展開しており海水浴客に鮫の攻撃による被害が及ばないよう主要な砂浜には海中にネットを張りめぐらせるなどの対策を取っている。この結果、鮫による人への被害は激減したがごくまれに鮫が現れることもあり、この際ライフセーバーが危険があると判断した場合、海水浴客に海から上がるよう呼びかけることになっている。
市は遊泳者が安全に海水浴を楽しめるようゴールデン・ルールズ運動を推進している。
- 常にライフガードやライフセーバー監視区域は赤と黄色の2色旗で示されているので、その2本の間のエリアで泳ぐ。
- 常にビーチに設置してある旗や、安全サインの意味を読み取り、理解してから海に入る。
- 赤い旗は危険を意味し、海に入ることは禁止であることを示し、黄色い旗は注意をして海に入ることを指示している。

冬期の日本から、夏期のオーストラリアへ旅行する場合、日本よりも紫外線が強くなるため、日に当たりすぎると日焼けや皮膚がんを起こす可能性がある。腕や首も守れる襟のついた長袖、水泳用ベストやウェットスーツ、長縁の帽子、サングラスの着用が推奨されている。また、最低でもSPF15+以上の日焼け止めを使用することが強く勧められている。

### 気象
亜熱帯性気候である。
| ゴールドコースト (クイーンズランド州)の気候 | ゴールドコースト (クイーンズランド州)の気候 | ゴールドコースト (クイーンズランド州)の気候 | ゴールドコースト (クイーンズランド州)の気候 | ゴールドコースト (クイーンズランド州)の気候 | ゴールドコースト (クイーンズランド州)の気候 | ゴールドコースト (クイーンズランド州)の気候 | ゴールドコースト (クイーンズランド州)の気候 | ゴールドコースト (クイーンズランド州)の気候 | ゴールドコースト (クイーンズランド州)の気候 | ゴールドコースト (クイーンズランド州)の気候 | ゴールドコースト (クイーンズランド州)の気候 | ゴールドコースト (クイーンズランド州)の気候 | ゴールドコースト (クイーンズランド州)の気候 |
| 月                                          | 1月                                         | 2月                                         | 3月                                         | 4月                                         | 5月                                         | 6月                                         | 7月                                         | 8月                                         | 9月                                         | 10月                                        | 11月                                        | 12月                                        | 年                                          |
| ------------------------------------------- | ------------------------------------------- | ------------------------------------------- | ------------------------------------------- | ------------------------------------------- | ------------------------------------------- | ------------------------------------------- | ------------------------------------------- | ------------------------------------------- | ------------------------------------------- | ------------------------------------------- | ------------------------------------------- | ------------------------------------------- | ------------------------------------------- |
| 平均最高気温 °C （°F）                      | 28.5 (83.3)                                 | 28.3 (82.9)                                 | 27.6 (81.7)                                 | 25.9 (78.6)                                 | 23.3 (73.9)                                 | 21.2 (70.2)                                 | 20.6 (69.1)                                 | 21.4 (70.5)                                 | 23.3 (73.9)                                 | 25.2 (77.4)                                 | 26.7 (80.1)                                 | 28.1 (82.6)                                 | 25.0 (77)                                   |
| 平均最低気温 °C （°F）                      | 20.3 (68.5)                                 | 20.5 (68.9)                                 | 19.2 (66.6)                                 | 16.5 (61.7)                                 | 13.4 (56.1)                                 | 10.6 (51.1)                                 | 9.2 (48.6)                                  | 9.8 (49.6)                                  | 12.1 (53.8)                                 | 15.0 (59)                                   | 17.4 (63.3)                                 | 19.2 (66.6)                                 | 15.3 (59.5)                                 |
| 降水量 mm （inch）                          | 175.3 (6.902)                               | 190.0 (7.48)                                | 202.0 (7.953)                               | 135.8 (5.346)                               | 131.5 (5.177)                               | 93.0 (3.661)                                | 74.6 (2.937)                                | 55.8 (2.197)                                | 57.9 (2.28)                                 | 86.7 (3.413)                                | 103.8 (4.087)                               | 132.1 (5.201)                               | 1,428.6 (56.244)                            |
| 平均降水日数                                | 12.7                                        | 13.3                                        | 15.2                                        | 11.4                                        | 10.1                                        | 7.5                                         | 7.0                                         | 6.9                                         | 7.3                                         | 8.9                                         | 10.0                                        | 11.2                                        | 121.5                                       |
| 出典：Bureau of Meteorology                 |                                             |                                             |                                             |                                             |                                             |                                             |                                             |                                             |                                             |                                             |                                             |                                             |                                             |

## 行政
1958年10月23日にゴールドコースト市役所が設置され、地方、州、連邦の3つのレベルの行政が布かれている。元市長には元オリンピック選手・銅メダリストのロン・クラークがいる（Ron Clarke）。
サウスポート裁判所が軽犯罪、2億5000万オーストラリアドルまでの民事問題を扱う。起訴犯罪、刑事事件の判決、2億5000万オーストラリア・ドル以上の民事事件はクイーンズランド州最高裁判所（ブリスベン、ジョージストリート）で扱う。補助的に下級判事裁判所がクーランガッタにある。
ヌミンバ矯正センター：内陸部のヌミンババレーにある刑務所の農園で、軽警備の施設で104人までの男性受刑者と、別棟で24人の女性受刑者が生活する。

## 経済
- 年間GDP（2002年、クイーンズランド大学Centre for Economic Policy Modeling (CEPM) の試算）：約89億オーストラリアドル（約7500億円）
- 主な産業：不動産、建設、小売業、ビジネスサービス、交通、観光（宿泊、飲食業）、金融、保険、医療、教育、卸売業、エンターテイメントなど

### 観光業
観光客数（年間）
- 海外の観光客：83万人以上

構成：日本とニュージーランドからが半数、インド、中東、中国からの観光客増加傾向
- 国内の観光客：約360万人

最大の産業で、経済効果はおよそ年間2,500億円といわれており、州最大の観光地である。

### 映画産業
州内最大の映画産業の中心地であり、1990年以降州全体の映画産業の75%を占めており、国内ではシドニー、メルボルンに次いで3番目に大きい映画産業地である。
ワーナー・ブラザースが市の郊外に巨大な撮影スタジオ（ワーナーロードショウスタジオ）を構えており数多くの映画が撮影されている。同社が運営するテーマパーク、ワーナー・ブラザース・ムービーワールドに隣接する形で建てられており、8つの撮影用のステージ、プロダクションオフィス、編集室、衣裳部屋、セット建設工場やカフェテリアなどが設けられており、南半球では最も大きい映画スタジオの一つである。
州政府はパシフィック・フィルム・アンド・テレビジョンコミッションを通じて映画産業をサポートしている。

## 文化

### 観光
様々な種類の宿泊施設が提供されており、バックパッカー向けのホステルから五つ星ホテルまで総宿泊室数13,000室以上ある。最も一般的なのは3から4つ星のホテルである。
サーフィンのできる砂浜、内陸にある世界自然遺産にも登録されている国立公園、その他多数のテーマパークが建てられている。
主なテーマパークと自然公園
- ドリームワールド
- シーワールド
- ウェット・ン・ワイルド
- ワーナー・ブラザース・ムービーワールド
- ホワイトウォーターワールド

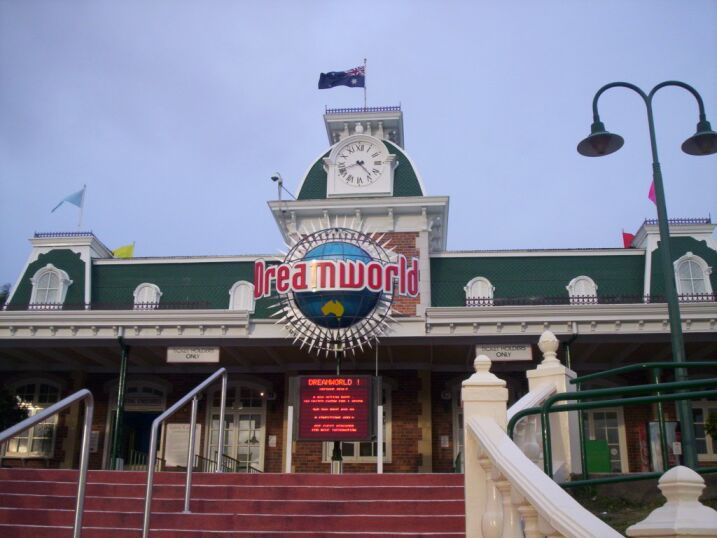
ドリームワールドの入場口

- カランビン・ワイルドライフ・サンクチュアリ（カランビン野鳥園） - サーファーズ・パラダイスの南方

主な観光名所
- Q1

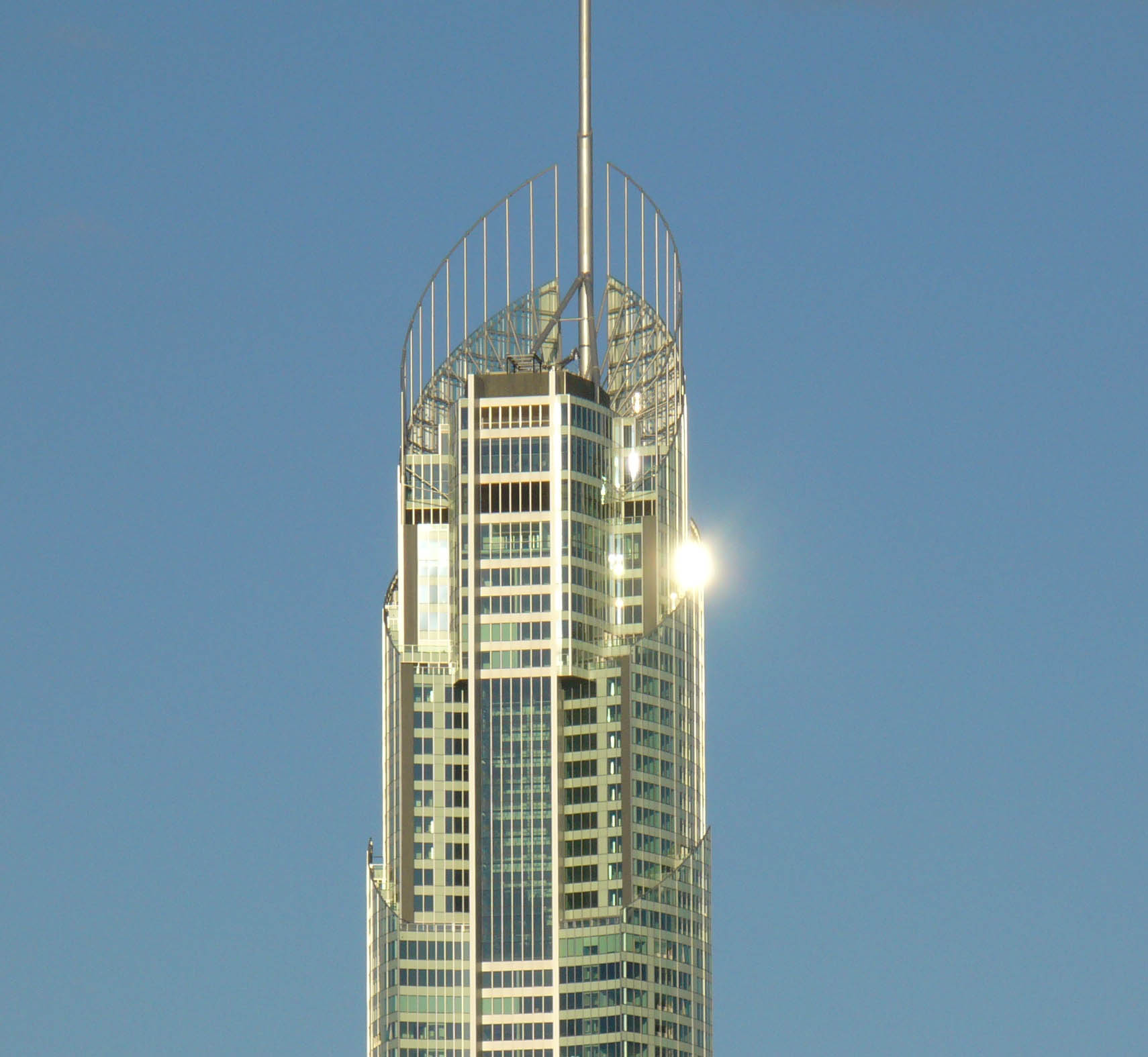
Q1

2005年のオープン以来、観光客や地元の人たちに人気のあるスポットである。77階にある展望台は州で最も高く、360度広大な景色が見渡せる。また3つの高層マンションが特徴的なシェブロン・ルネッサンスも地元の名所である。

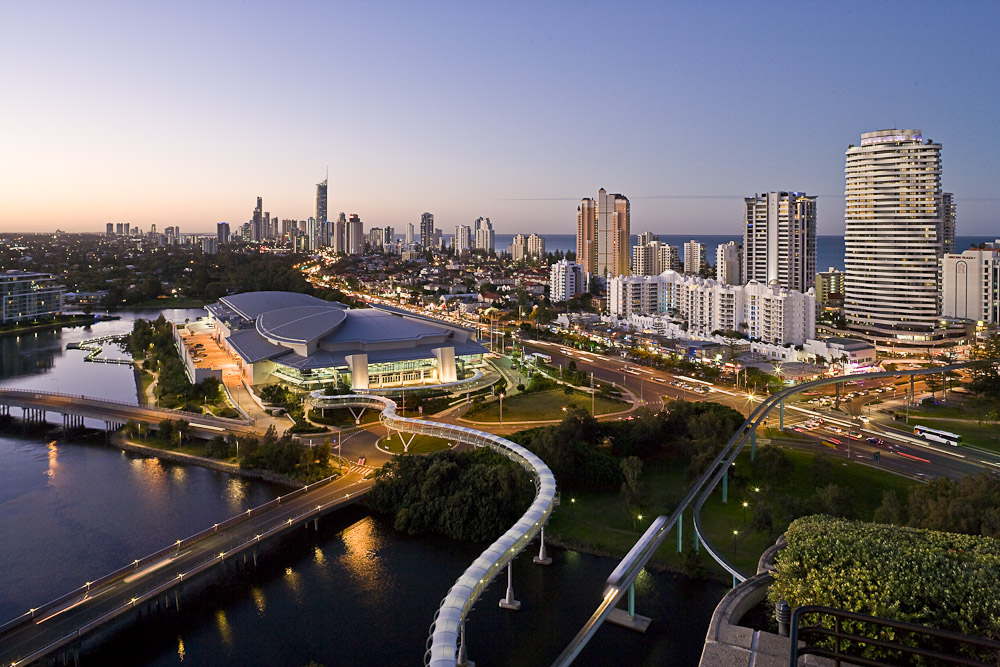
夕暮れ時のゴールドコーストのパノラマ

### スポーツ

#### サーフィン
サーフィンはゴールドコーストで人気のあるスポーツの1つである。世界でも有数の素晴らしい波の立つポイントがあり、サンドパンピング・ジェティ、バーレイ、カランビン・アレイ、グリーンマウント、キラ、スナッパー・ロックスそしてデュランバー（厳密には州境のニューサウスウェールズ州側にある）などが有名である。その他のビーチでもサーフィンが楽しめる。
毎年、ゴールドコーストではサーフィンの世界選手権が開催されている。

#### 釣り
釣りもゴールドコーストでは人気のあるアクティビティーの1つである。人気のある主な釣り場として、
- ザ・スピット（the Spit）にあるサンドパンピング・ジェティ (Sandpumping Jetty)
- パーム・ビーチ (Palm Beach) のオフショア・リーフズ (Offshore reefs)
- ナローネック・リーフ (The Narrowneck Reef)
- ゴールドコースト・ブロードウォーター (The Gold Coast Broadwater)
- ジャンピンピン (Jumpinpin)
- クーメラ (Coomera)
- ローガン川とアルバート川 (Logan and Albert Rivers)
- カランビン・クリークとタレブッジェラ・クリーク (Currumbin and Tallebudgera Creeks)

などがあげられる。また淡水の釣り場としてはロビーナ池 (Robina Lakes) やヒンズーダム (Hinze Dam) などがある。

#### 自転車競技
ネラング・ヴェロドロームは356mのアスファルト、ナイト設備があるトラック。常設240席＋臨時席150席の観客スタンド。600mのフラットサーキットと、900mと1,500mの200mの傾斜を含むサーキットがとれる。近接のネラング・ステイト・フォレストはマウンテンバイクが楽しめる。

#### ゴルフ
公私50以上のゴルフコース。
- Royal Pines Resort : オーストラリア・レディースマスターズ 開催コース（1992年以降）
- The Links
- Arundel Hills Golf Club
- Gainsborough Greens : 野生カンガルー生息地
- Glades : グレッグ・ノーマン設計
- Lakelands Golf Club : ジャック・ニクラウス設計

#### フットボール
ナショナル・ラグビー・リーグのゴールドコースト・タイタンズ、およびサッカーAリーグのゴールドコースト・ユナイテッドが存在し、いずれもロビーナ地区に2008年に建てられたスキルド・パークをホームスタジアムとしている。

#### モータースポーツ

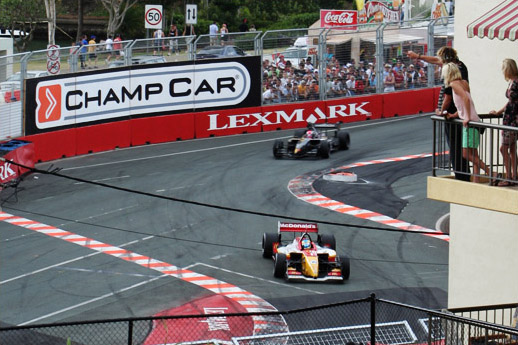
かつて開催されていたインディ300　2006年

インディカー・シリーズ（2007年まではチャンプカー・ワールド・シリーズ）のレースである『ゴールドコースト インディ300』が、サーファーズ・パラダイス市街地コースにて毎年10月頃に開催されていた。レースではメインであるインディ300の他、V8スーパーカー選手権、ミス・インディ・コンペティションなどの催し物などが開催された。
このレースは2008年を最後に開催されていないが、コース自体はV8SC等の国内選手権で現在も使用されている。

#### 競馬
ゴールドコースト・ターフ・クラブが毎週土曜昼12時からレースを開催している。入場料金は安く設定されており、施設にはブックメーカー（公認の賭博業者）のいるセクションや自動馬券売り場、飲食店などがある。
また毎年1月にはレースとサラブレッドのオークションが開かれており世界中の買い付け業者やファンで賑わう。

### メディア

#### 新聞
- ゴールドコースト・ブレテン (Gold Coast Bulletin)：地方紙、ニューズコーポレーション、日刊
- ゴールドコースト・サン
- ゴールドコースト・メイル (Gold Coast Mail)

#### テレビジョン
ゴールドコーストはブリスベン（都市圏放送）と北ニューサウスウェールズ（地区放送）の両方が正式に送信されている珍しい地域である。
- ブリスベンから送信している放送局：チャンネル・セブン、チャンネル・ナイン、チャンネル・テン
- 地方局：プライム・テレビジョン、NBNテレビジョン、サザンクロス・テン
- 国営放送：ABC、SBS
- 有料放送：フォックス・テル（ケーブルテレビ）、オースター（衛星放送）など。

#### ラジオ
主なFMラジオ放送局
- 88.0Mhz：ビーチFM（主に観光情報やTOP40ランキングなどを放送）
- 89.3Mhz：4CRB-FM（クリスチャン放送）
- 90.9Mhz：SEAFM（TOP40とポップス）
- 91.7Mhz：コーストFM（コンテンポラリー、ABCのローカルニュースなど）
- 92.5Mhz：92.5GOLD（1970、1980、1990年代とTOP40）
- 93.5Mhz：SBS
- 94.1Mhz：94.1ジャズラジオ（ジャズ、ブルースとスウィング）
- 97.7Mhz：JJJ Triple J（オルタナティブとチャートランキング）
- 102.9Mhz：ホット・トマト（TOP40、ポップス）
- 104.0Mhz：4MBSクラシック
- 105.7Mhz：ラジオ・メトロ（ダンス、ポップス、R&Bなど）
- 106.0Mhz：ABCクラシックFM
- 107.3Mhz：ライフFM（クリスチャン放送）

これ以外にもブリスベンから送信されている様々なAM、FM放送を受信できる。

## 交通

### 空港
ゴールドコースト空港が南部の海岸に面して立地している。就航路線の多いブリスベン空港も利用される。

### 鉄道

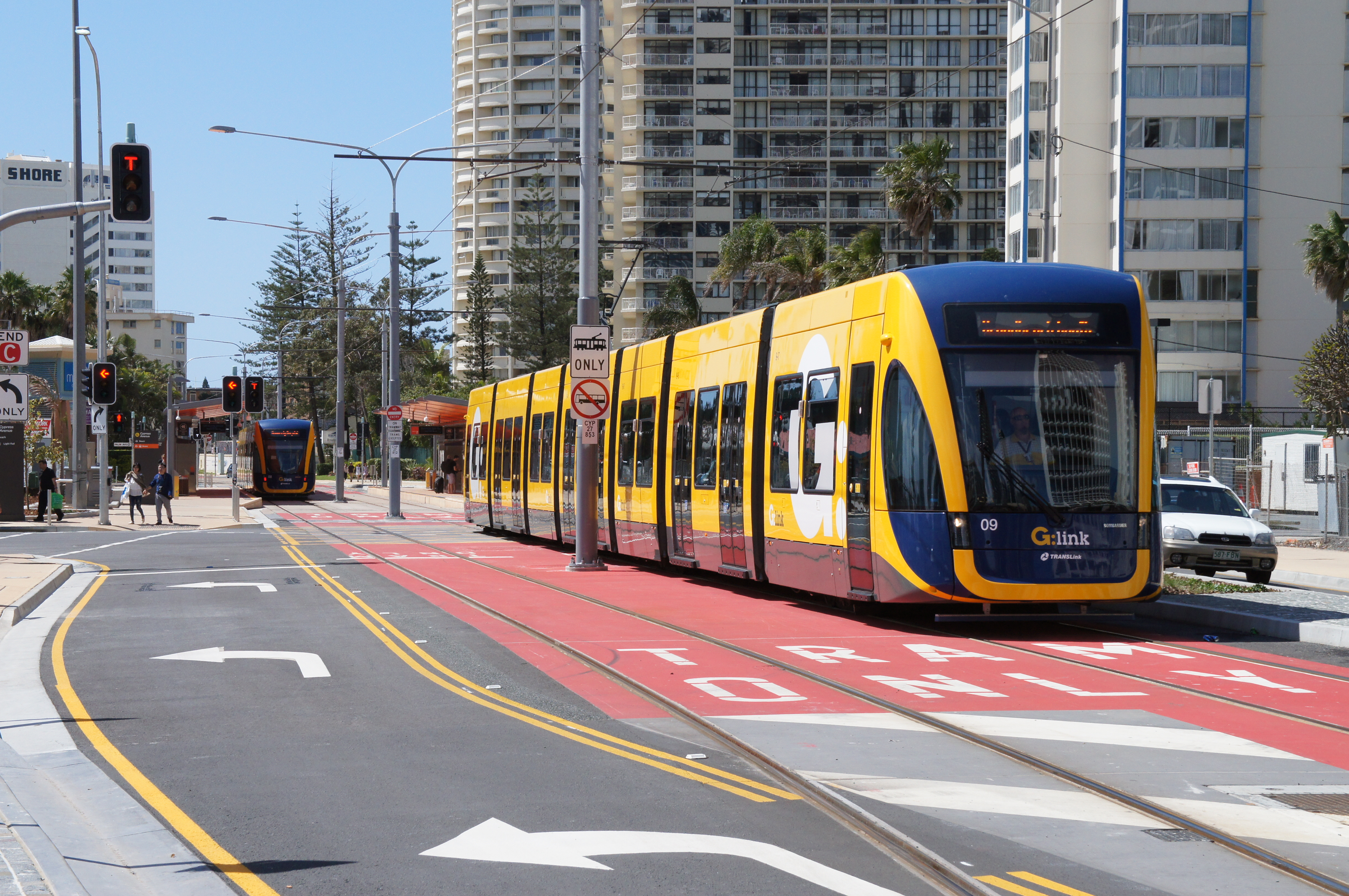
ライトレール

- サウス・イースト・クイーンズランド地方の鉄道駅一覧

ブリスベンとゴールドコースト線で連絡する。ゴールドコースト線に乗り入れる電車は急行のみで、ブリズベンまでの所要時間は約1時間20分。空港線に直通しブリズベン空港まで乗り換え無しで行くことができる。30分おきに運行されている。
市内北部のヘレンズベイル駅前(Helensvale)にはライトレールG:linkの起点となる電停が立地している。路線は大学病院駅や市内中心部を経由してブロードビーチサウス(Broadbeach South)まで運行している。
シドニー方面へ行く鉄道駅はゴールドコーストには無い。そのためカントリーリンクが運行する連絡バスにてニューサウスウエルス州北東部の街カシノ (Casino) まで行く必要がある。サーファーズパラダイスのコーチターミナルからカシノまで約3時間。

### バス
ゴールドコースト市内の公共交通機関はサーファーズ・パラダイスを中心に整備されており、サーフサイド・バスラインにより運営されている。北部にある大型ショッピングセンターであるオーストラリア・フェアやアウトレット・ショッピング・モールのハーバータウン、北部内陸部のドリームワールドなどのテーマパーク、南部の大型ショッピングセンターであるパシフィック・フェア、ゴールドコースト空港、クーランガッタ、南部内陸部のロビーナなどへ路線が延びている。チケットを運転手から購入するか、ゴーカードを使用することにより最終目的地まで1枚の乗車券で行くことができる。またサーファーズ・パラダイスにあるトランジットセンターからゴールドコースト空港やブリスベン空港への送迎バス、グレイハウンド・オーストラリアやプレミアモーターなどの長距離バスなどが発着する。

### 道路
ゴールドコーストとブリスベンはパシフィック・ハイウェイ(M1)で結ばれ、ブリスベン南部のエイトマイル・プレーンズ付近で、更に北へ向かう一部有料道路ゲートウェイ・モーターウェイとブリスベン市内に向かうサウス・イースト・フリーウェイへとなる。南方へは、ニューサウスウェールズ州との州境を越えてツイードヘッズ方面へ続いている。
ゴールドコーストの海寄りにはゴールドコースト・ハイウェイと呼ばれる道路が南北に走り、市街地を縦断している。この道路は北部のヘレンズベールでパシフィック・ハイウェイと接続しており、南部でもパシフィック・ハイウェイと接続している。

## 社会基盤

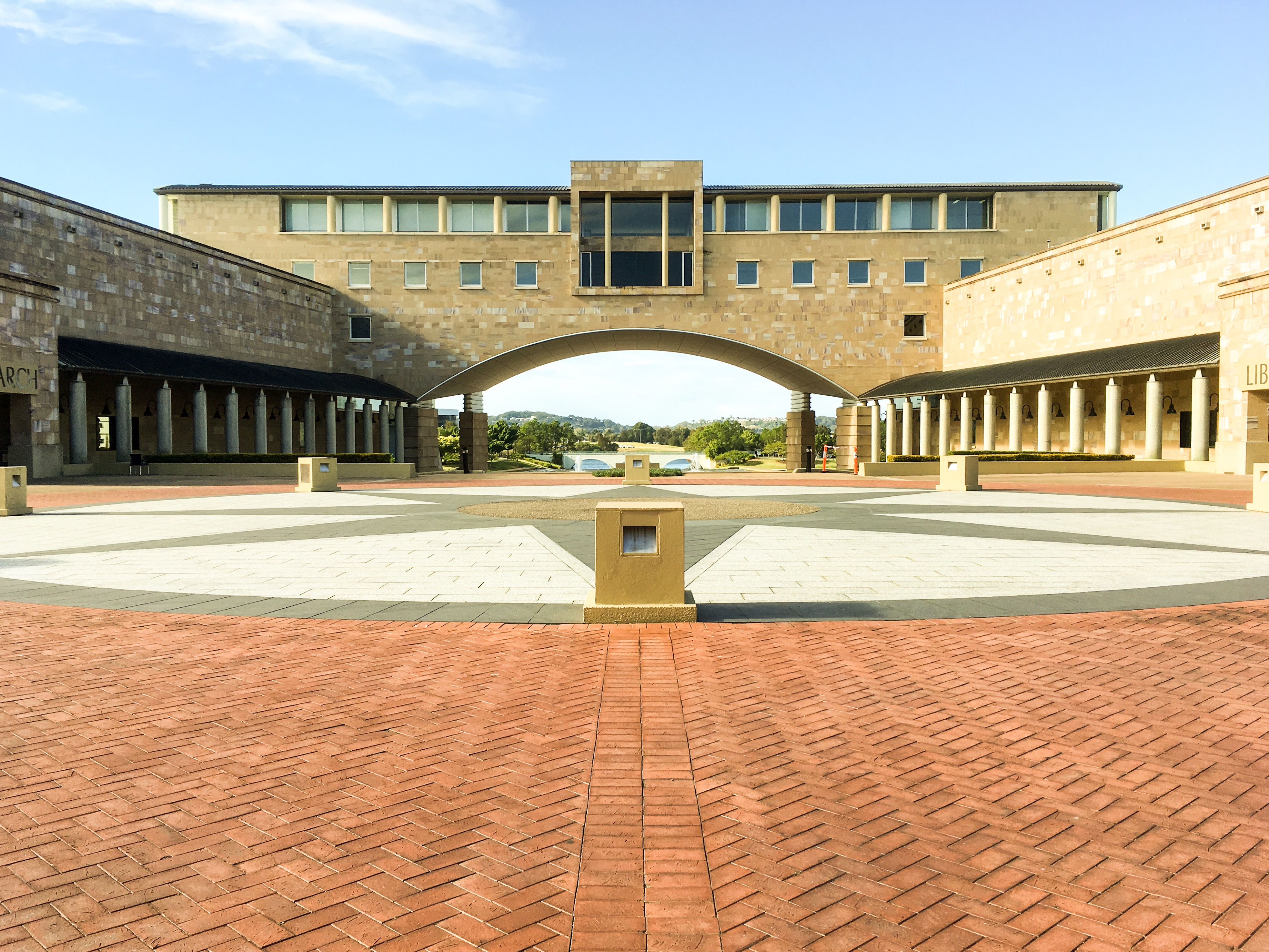
ボンド大学

### 教育

#### 大学
- ボンド大学：ロビーナ地区にキャンパスがあるオーストラリアでは数少ない私立大学の1つ
- グリフィス大学ゴールドコーストキャンパス：サウスポート地区にキャンパスがあり、ゴールドコースト市立病院に隣接される形で医学部、歯学部と口腔学を運営している。本拠地はブリスベン、ネイザンキャンパス
- セントラルクイーンズランド大学：所在地 : サウスポート

その他、4つのTAFEキャンパス、多数の公・私立学校がある。

### 健康・医療
サウスポート地区にある ゴールドコースト病院 は市内最大の病院であり州で3番目に大きい病院である。年間58,000件以上の症例を扱っており、また市内唯一の公立病院である。
その他いくつかの私立病院があり、サウスポート地区にある アマランダ私立病院 や、ベノワ地区にある ピンダラ病院、タガン地区にある ジョンフリン・ゴールドコースト私立病院 などが私立としては顕著な病院である。

## 姉妹都市
- 中国・広西チワン族自治区北海市
- メキシコ・アカプルコ
- ブラジル・イタジャイ
- フランス領ニューカレドニア・ヌメア
- ギリシャ・コルフ
- コロンビア・アンティオキア県メデジン
- イスラエル・ネタニヤ
- 日本・神奈川県
- 日本・北海道鷹栖町
- モンゴル・ウランバートル
- ニュージーランド・マナワテュ・ワンガヌイ地域 ホロフェヌア
- 中華民国（台湾）・台北市
- 中華民国（台湾）・台南市
- アラブ首長国連邦・ドバイ
- アメリカ合衆国・フロリダ州フォートローダーデール